# 巴罗 (夏朗德省)
巴罗（法語：Barro，法語發音：[baʁo]）是法国夏朗德省的一个市镇，位于该省北部，属于孔福朗区。

## 地理
巴罗（46°0'2"N, 0°13'36"E）面积10.65 平方千米，位于法国新阿基坦大区夏朗德省，该省份为法国西部内陆省份，北起德塞夫勒省和维埃纳省，东临上维埃纳省，东南至多尔多涅省，南至多爾多涅省，西接滨海夏朗德省。
与巴罗接壤的市镇（或旧市镇、城区）包括：比乌萨克、孔达克、楠特伊昂瓦莱、吕费克、夏朗德河畔韦尔特伊、库尔科姆。

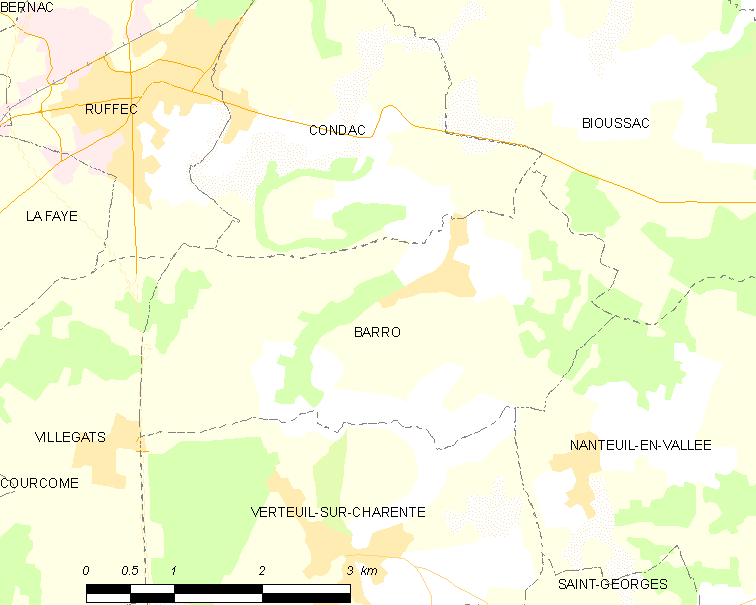
的OSM定位图

巴罗的时区为UTC+01:00、UTC+02:00（夏令时）。

## 行政
巴罗的邮政编码为16700，INSEE市镇编码为16031。

## 政治
巴罗所属的省级选区为夏朗德北县。

## 人口

1962-2008年间人口变化图示

巴罗于2022年1月1日时的人口数量为410人。